# 통영도서관
통영도서관은 경상남도 통영시 소재의 도서관이다.

## 연혁
- 1963년 11월 1일 충무시립도서관 개관
- 1966년 1월 10일 충무시립도서관 조례 개정(조례 제173호) 충무시 동호동 130-1
- 1991년 3월 25일 충무도서관으로 명칭 변경
- 1993년 2월 26일 통영시 봉평동 196번지로 이전
- 1995년 2월 26일 현 충무시 봉평동 196번지 신축 이전 개관
- 1995년 4월 8일 통영도서관으로 명칭 변경(조례 제2339호)
- 2001년 2월 19일 경상남도교육감 지정 경상남도평생교육관
- 2003년 12월 16일 디지털자료실 개실
- 2006년 8월 1일 자료실 통합운영
- 2008년 12월 23일 도서관 RFID 시스템 도입 운영
- 2010년 1월 1일 경상남도교육감 지정 경상남도 평생학습관 운영
- 2010년 9월 29일 전국 도서관 운영평가에서 우수기관으로 선정, 문화체육관광부장관상 수상
- 2011년 1월 1일 경상남도교육감 지정 학교도서관지원 제3센터 운영
- 2013년 1월 1일 경상남도교육감 지정 학교도서관지원 제4센터 운영

## 이용 안내
1. 1 이용시간

|구분 |화-토요일 |일요일
|어·문학자료실, 유아·어린이자료실, 종합자료실 || 09:00~18:00|| 09:00~17:00
|디지털자료실|| 09:00~17:50|| 휴실
|개인학습실 || 월요일|| 08:00~19:00 || 화~일요일|| : 08:00~22:00